# A három nővér (opera)
A három nővér Eötvös Péter operája három szekvenciában. A művet a szerző Kent Nagano karmester felkérésére készítette. A szövegkönyvet Csehov hasonló című színműve nyomán Claus H. Henneberg és Eötvös Péter írta. Bemutatójára 1998. március 13-án került sor Lyonban. Később az operát több európai nagyvárosban is bemutatták, többek között Düsseldorfban, Utrechtben, Budapesten, Bécsben, Münchenben. Oroszországi bemutatójára várhatóan 2019-ben kerül sor. A mű elnyerte a francia kritikusok 1997/98-as nagydíját, a Prix Claude-Rostand Díjat, valamint a Victoires  de la Musique Classique et du Jazz díjat. Az opera nyelve orosz, átlagos játékideje 100 perc.

## Szereplők
| Szereplők | Hangfekvés                 |
| --------- | -------------------------- |
| Irina     | szoprán (kontratenor)      |
| Mása      | mezzoszoprán (kontratenor) |
| Olga      | alt (kontratenor)          |
| Natasa    | szoprán (kontratenor)      |
| Rode      | tenor                      |
| Fedotyik  | tenor                      |
| Doktor    | tenor                      |
| Andrej    | bariton                    |
| Versinyin | bariton                    |
| Tuzenbach | bariton                    |
| Szoljonij | basszus                    |
| Kuligin   | basszus                    |
| Anfisza   | basszus                    |

## Cselekmény
Az opera cselekménye a drámától eltérően nem lineáris időrendi sorrendben bontakozik ki. Az idősík az ismétlődésen alapul, mely során az ismert információk újabbakkal bővülnek, a cselekmény fókusza, a középpontban lévő szereplők személye változik meg.

### 1. Szekvencia
A nyitójelenetben a három nővér a szenvedésről, a létszorongásról énekel. A fiatal Irina szerelmére és kezére ketten pályáznak, a német származású Tuzenbach báró, és a sértődékeny Szoljonij. Irina testvére, Olga biztatja, hogy válassza az előbbit. A következő képben a házba katonák törnek be, akik éppen azelőtt fékezték meg a városban tomboló tüzet. A részeg doktor összetöri a családi órát, közben Mása beszélget Versinyinnel, a kivezényelt dandár ezredesével. Tuzenbach és Szoljonij csapja a szelet Irinának. Irina Tuzenbachot választja, el is menne vele, azonban a bárót Szoljonij megöli párbajban. A katonák elvonulnak, Lengyelországba vezénylik őket.  

### 2. Szekvencia
A nővérek sajnálkoznak bátyjuk, Andrej sorsán. Utóbbi később vitatkozik velük, feleségét, Natasát védelmezi nővérei támadásaitól. Natasa az öreg dadától, Anfiszától szeretne megszabadulni. A részeg doktor összetöri a nővérek édesanyjától örökölt óráját. Ismét katonák érkeznek, a városi tűzvészről beszélnek. A doktor és Andrej arról beszélgetnek, hogy utóbbinak új életet kellene kezdenie. Andrej saját sorsa miatt kesereg. Közben Natasa a szeretőjéhez megy.

### 3. Szekvencia
Irina névnapját ünneplik. Tuzenbach bejelenti, hogy Versinyin, az új parancsnok meglátogatja őket. Mása férjével vacsorára mennek az iskolaigazgatóhoz. Mása és Versinyin egymásba szeretnek, azonban Versinyinnek el kell utaznia, mivel a dandárt máshova vezénylik. Érzékeny búcsút vesznek egymástól. Az összetört Mását végül még a férje, Kuligin is vigasztalja.

## Felvételek
CD: Three sisters, Deutsche Grammophon, (459 694-2), 1999, vezényel: Kent Nagano és Eötvös Péter. Előadók: Alain Aubin, Vyatcheslav Kagan-Palev, Oleg Riabets, Gary Boyce, Albert Schagidullin, Nikita Storojev, Wojtek Drabowicz, Dietrich Henschel, Denis Sedov, Peter Hall, Marc Duguay, Ivan Matiakh, Jan Alofs, a lyoni opera zenekara.